# Antoine Christophe Saliceti
Antoine Christophe Saliceti (bautizado como Antonio Cristoforo Saliceti, Antoniu Cristufaru Saliceti en corso) (Saliceto, Córcega, 26 de agosto de 1757 - Nápoles, 23 de diciembre de 1809) fue un político y diplomático francés.

## Biografía
Nació en una familia de Piacenza. Después de estudiar Derecho en la Toscana se convirtió en un abogado en la parte superior del Consejo de Bastia, y fue elegido diputado del Tercer Estado para los Estados Generales de Francia de 1789. Como diputado de la Convención, Saliceti votó a favor de la muerte de Luis XVI. Fue enviado a Córcega para oponerse a las intrigas antirrevolucionarias. El éxito de sus adversarios lo obligó a retirarse a la Provenza, donde tomó parte en la represión de las revueltas en Marsella y Toulon. En esta misión se reunió y cooperó con Napoleón Bonaparte. Debido a su amistad con Robespierre, Saliceti fue denunciado en la revolución, de 9 de Termidor, y se salvó solo por la amnistía del 1796.
Posteriormente, organizó el ejército de Italia y los dos departamentos en que había sido dividida Córcega. Fue diputado al Consejo de los Quinientos, y aceptado en diversas oficinas del Consulado y el Imperio. Siguió a José Bonaparte a Nápoles, donde había sido designado rey. Murió en Nápoles durante el reinado de Joaquín Murat, posiblemente envenenado.
- Datos: Q772429
- Multimedia: Antoine Christophe Saliceti / Q772429